# Bahnstrecke Parkers–New Boston
| \| \| \| \| \| \| \| \| von Manchester \| \| \| \| 0,00 \| Parkers NH (früher Parker) \| Parkers NH (früher Parker) \| \| \| \| nach Henniker \| \| \| \| 4,28 \| Lang NH \| Lang NH \| \| \| 8,35 \| New Boston NH \| New Boston NH \| |      |                            |                            |
| |      |                            |                            |
| Strecke (außer Betrieb) |      | von Manchester             | von Manchester             |
| Haltepunkt / Haltestelle (Strecke außer Betrieb) | 0,00 | Parkers NH (früher Parker) | Parkers NH (früher Parker) |
| Abzweig geradeaus und nach rechts (Strecke außer Betrieb) |      | nach Henniker              | nach Henniker              |
| Haltepunkt / Haltestelle (Strecke außer Betrieb) | 4,28 | Lang NH                    | Lang NH                    |
| Kopfbahnhof Streckenende (Strecke außer Betrieb) | 8,35 | New Boston NH              | New Boston NH              |

Die Bahnstrecke Parkers–New Boston ist eine ehemalige Eisenbahnverbindung in New Hampshire (Vereinigte Staaten). Sie ist rund acht Kilometer lang und verbindet die Städte Goffstown und New Boston. Die Strecke ist seit 1935 vollständig stillgelegt und abgebaut.

## Geschichte
Am 19. Februar 1891 wurde die New Boston Railroad gegründet. Sie baute eine 8,35 Kilometer lange Zweigbahn nach New Boston, die am Haltepunkt Parker von der Bahnstrecke Manchester–Henniker abzweigte. Die normalspurige Strecke ging am 26. Juni 1893 in Betrieb. Bereits fünf Tage vorher pachtete die Concord and Montreal Railroad die Bahn für zunächst 99 Jahre. Die Trasse verläuft entlang des Westufers des Piscataquog River. 
1895 ging der Pachtvertrag auf die Boston and Maine Railroad über, die am 15. Juni 1931 den Gesamtverkehr einstellte. Die Strecke wurde am 28. Dezember 1934 offiziell stillgelegt und daraufhin abgebaut.

## Fahrplan
Der Fahrplan vom 28. September 1913 sah nur zwei werktägliche Personenzugpaare auf der Strecke vor, von denen eines bis Manchester durchfuhr. Die Reisezeit zwischen Parker und New Boston betrug zwischen 12 und 20 Minuten.